# Tărâmul nimănui
Tărâmul nimănui este o miniserie franco-belgiano-israeliană de televiziune de război regizată de Oded Ruskin.
Concentrându-se pe rolul Unităților Feminine de Apărare (YPG) care luptă împotriva jihadiștilor Daesh în 2014 în timpul războiului civil sirian, seria de televiziune este preocupată în special de analiza semnificației și motivelor angajamentului armat (adesea internațional) în toate taberele forțelor opuse și consecințele asupra populațiilor civile locale. Foarte bine primit de presă, criticii au subliniat în special realismul Tărâmului nimănui și absența maniheismului scenariului.

## Distribuție
- Mélanie Thierry în rolul Anna Habert
- James Purefoy în rolul Stanley
- Julia Faure în rolul Lorraine
- Félix Moati în rolul Antoine Habert
- Souheila Yacoub în rolul Sarya Dogan